# Peter Dinklage

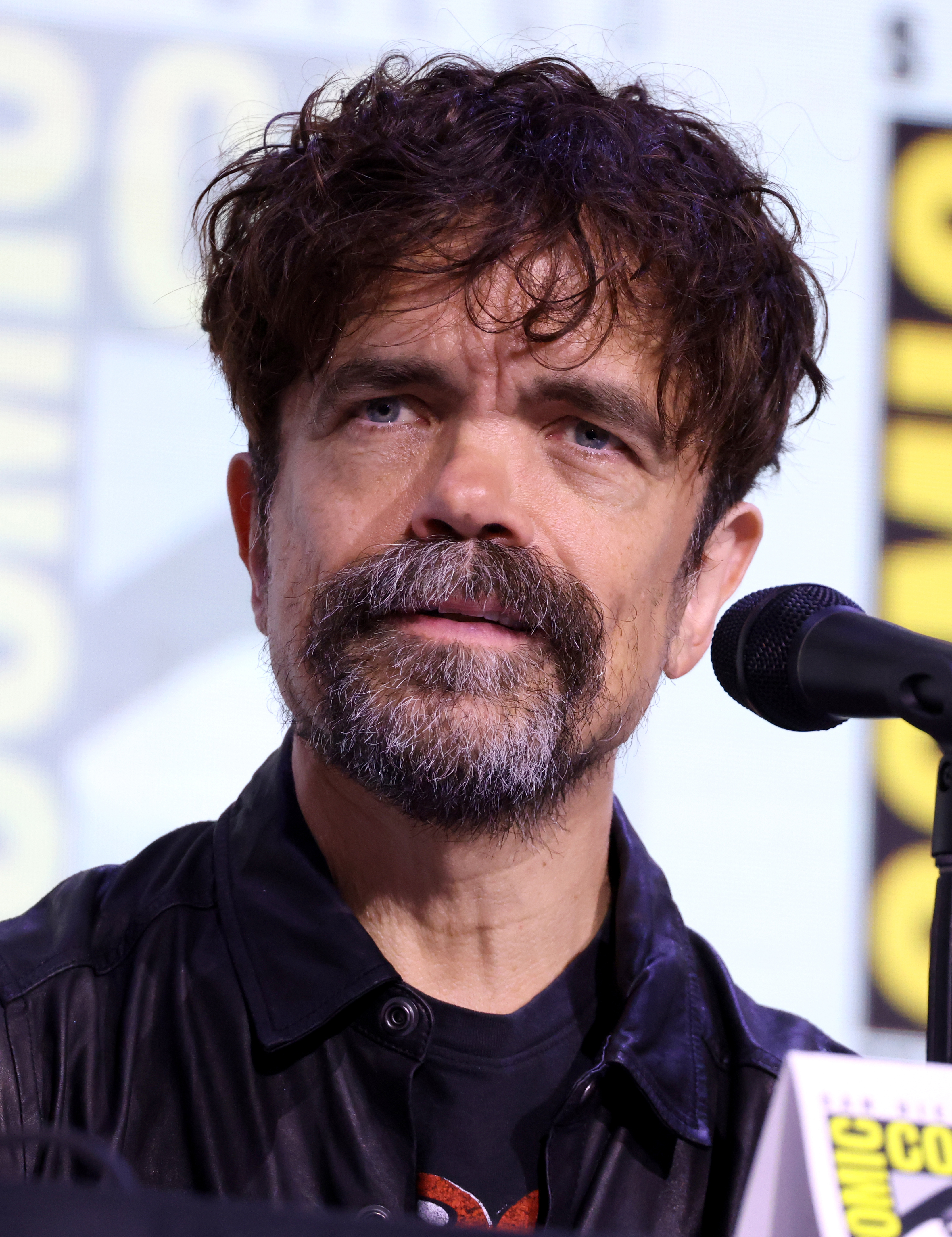
Peter Dinklage (2025)

Peter Hayden Dinklage [ˈdɪŋklɪdʒ] ⓘ (* 11. Juni 1969 in Morristown, New Jersey) ist ein US-amerikanischer Film- und Theaterschauspieler. Berühmtheit erlangte Dinklage als „Tyrion Lannister“ in der Fernsehserie Game of Thrones.

## Leben
Peter Dinklage ist der jüngere zweier Söhne eines deutschstämmigen Versicherungsvertreters und einer irischstämmigen Musiklehrerin an einer Grundschule. Er hat Achondroplasie – eine Form des Kleinwuchses, bei welcher der Rumpf vollständig ausgebildet ist, Arm- und Beinknochen jedoch verkürzt sind. Dinklage hat eine Größe von 1,35 m, während sein älterer Bruder und seine Eltern eine durchschnittliche Körpergröße haben.
Dinklage besuchte das Bennington College in Bennington, Vermont, das er 1991 mit einem Abschluss in Schauspielkunst verließ. Danach zog er nach London und absolvierte die Royal Academy of Dramatic Art. Dinklage studierte auch an der Welsh School of Music and Drama in Cardiff.
Im November 2004 gab Dinklage seine Verlobung mit der Theaterregisseurin Erica Schmidt bekannt, die er am 15. April 2005 heiratete. Zusammen haben die beiden zwei Kinder.
Seit 2012 tritt Dinklage als Sprecher für die Tierschutzorganisation Farm Sanctuary auf.
Dinklage ist Vegetarier und wurde 2012 von PETA zu einem der „Sexiest Vegetarian Celebrities“ gewählt. Seit Anfang 2014 lebt er vegan.

## Karriere
1995 debütierte Dinklage als Filmschauspieler im Filmdrama Living in Oblivion von Tom DiCillo. Einem größeren Publikum wurde er durch seine Hauptrolle in Station Agent (2003) bekannt. Zudem wirkte er zwischen 2005 und 2006 in den 13 Episoden von Nemesis – Der Angriff mit, war 2006 siebenmal in Nip/Tuck – Schönheit hat ihren Preis zu sehen und spielte sich selbst in einer Folge der Serie Entourage. 2008 war Dinklage in Die Chroniken von Narnia: Prinz Kaspian von Narnia, dem zweiten Film der Chroniken von Narnia, erstmals in einem Blockbuster-Kinofilm vertreten.
Von 2011 bis 2019 wirkte er in der US-Serie Game of Thrones von HBO mit, einer Adaption von George R. R. Martins Fantasy-Saga Das Lied von Eis und Feuer. Dinklage erlangte mit seiner Rolle Tyrion Lennister große Anerkennung: 2011, 2015, 2018 und 2019 erhielt er einen Emmy als bester Nebendarsteller in einer Dramaserie und 2012 den Golden Globe Award in der Kategorie bester Nebendarsteller in Serie oder Fernsehfilm. Aufgrund seiner Leistung und Popularität wird Dinklage seit der zweiten Staffel der Serie als Hauptdarsteller geführt.

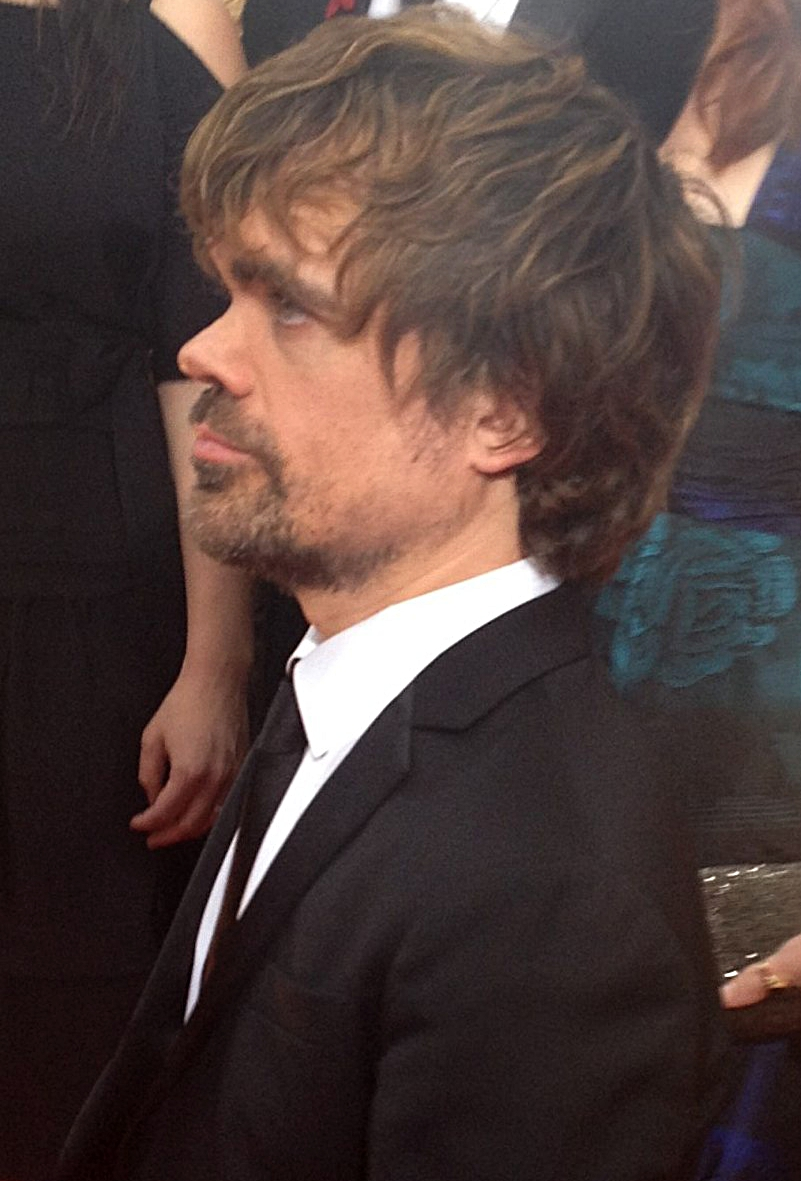
Peter Dinklage (2012)

2012 sprach Dinklage die Figur Captain Gutt im Film Ice Age 4, 2013 war er in der (bereits 2010 abgedrehten) Rollenspiel-Horrorkomödie Knights of Badassdom zu sehen. 2014 spielte er neben Robin Williams in der Komödie The Angriest Man in Brooklyn und in Bryan Singers Superheldenfilm X-Men: Zukunft ist Vergangenheit mit. Im April 2014 drehte Peter Dinklage außerdem in Hamburg den deutschsprachigen Spielfilm Taxi, eine Verfilmung des gleichnamigen Romans von Karen Duve. Für das Videospiel Destiny, das im Herbst 2014 in den Verkauf ging, lieh Dinklage der Drohne Ghost seine Stimme.
Mehrere Jahre arbeitete Dinklage gemeinsam mit dem Regisseur und Autor Sacha Gervasi an einem Fernsehfilm über den ebenfalls kleinwüchsigen Schauspieler Hervé Villechaize, der sich 1993 das Leben nahm. Dinklage übernahm die Titelrolle. Die Premiere des Films erfolgte am 20. Oktober 2018 bei HBO.

## Filmografie (Auswahl)

### Filme
- 1995: Living in Oblivion
- 2001: Human Nature – Die Krone der Schöpfung (Human Nature)
- 2002: Just a Kiss
- 2003: Tiptoes
- 2003: Station Agent (The Station Agent)
- 2003: Buddy – Der Weihnachtself (Elf)
- 2005: Lassie kehrt zurück (Lassie)
- 2005: Die Eroberer der Neuen Welt (Ice Age Columbus: Who were the first Americans)
- 2005: Baxter – Der Superaufreißer (The Baxter)
- 2006: Penelope
- 2006: Find Me Guilty – Der Mafiaprozess (Find Me Guilty)
- 2007: Underdog – Unbesiegt weil er fliegt (Underdog)
- 2007: Sterben für Anfänger (Death at a Funeral)
- 2008: Die Chroniken von Narnia: Prinz Kaspian von Narnia (The Chronicles of Narnia: Prince Caspian)
- 2009: Saint John Of Las Vegas
- 2010: Sterben will gelernt sein (Death at a Funeral)
- 2010: I Love You Too
- 2010: Der letzte Ritt des Ransom Pride (The Last Rites of Ransom Pride)
- 2010: Pete Smalls Is Dead
- 2011: Kein Mittel gegen Liebe (A Little Bit of Heaven)
- 2012: Ice Age 4 – Voll verschoben (Ice Age: Continental Drift, Stimme)
- 2013: Knights of Badassdom
- 2013: iLove – geloggt, geliked, geliebt (A Case of You)
- 2014: The Angriest Man in Brooklyn
- 2014: X-Men: Zukunft ist Vergangenheit (X-Men: Days of Future Past)
- 2015: Taxi
- 2015: Pixels
- 2016: The Boss
- 2016: Angry Birds – Der Film (The Angry Birds Movie, Stimme)
- 2017: Rememory
- 2017: Three Billboards Outside Ebbing, Missouri
- 2017: State of Mind – Der Kampf des Dr. Stone (Three Christs)
- 2018: Mein Dinner mit Hervé (My Dinner with Hervé)
- 2018: I Think We’re Alone Now
- 2018: Avengers: Infinity War
- 2019: Angry Birds 2 – Der Film (The Angry Birds Movie 2, Stimme)
- 2019: Zwischen zwei Farnen: Der Film (Between Two Ferns: The Movie)
- 2020: I Care a Lot
- 2020: Die Croods – Alles auf Anfang (The Croods: A New Age, Stimme)
- 2021: Cyrano
- 2022: Raus aus dem Haus – Living the American Dream (American Dreamer)
- 2022: Thor: Love and Thunder (Geschnittene Szenen)
- 2023: She Came to Me
- 2023: Transformers: Aufstieg der Bestien (Transformers: Rise of the Beasts, Stimme)
- 2023: The Toxic Avenger
- 2023: Die Tribute von Panem – The Ballad of Songbirds and Snakes (The Hunger Games: The Ballad of Songbirds and Snakes)
- 2024: Unfrosted
- 2024: The Thicket (auch als Produzent)
- 2024: Brothers
- 2024: Wicked (Stimme)

### Serien
- 1995: Seinfeld (Stimme)
- 2001: Oz – Hölle hinter Gittern (Oz, Episode 4x15)
- 2002: Third Watch – Einsatz am Limit (Third Watch, Episode 3x12)
- 2005: Life as We Know It (2 Episoden)
- 2005: Entourage
- 2005–2006: Nemesis – Der Angriff (Threshold, 13 Episoden)
- 2006: Nip/Tuck – Schönheit hat ihren Preis (Nip/Tuck, 7 Episoden)
- 2009: 30 Rock (Episode 3x07)
- 2011–2019: Game of Thrones (67 Episoden)
- 2018: My Dinner with Hervé
- 2022: Rick and Morty (Episode 6x2, Stimme)
- 2025: Dexter: Wiedererwachen (Dexter: Resurrection)

## Auszeichnungen und Nominierungen (Auswahl)
Primetime Emmy Awards
- 2011: Bester Nebendarsteller in einer Dramaserie für Game of Thrones
- 2012: Nominierung in der Kategorie „Bester Nebendarsteller in einer Dramaserie“ für Game of Thrones
- 2013: Nominierung in der Kategorie „Bester Nebendarsteller in einer Dramaserie“ für Game of Thrones
- 2014: Nominierung in der Kategorie „Bester Nebendarsteller in einer Dramaserie“ für Game of Thrones
- 2015: Bester Nebendarsteller in einer Dramaserie für Game of Thrones
- 2016: Nominierung in der Kategorie „Bester Nebendarsteller in einer Dramaserie“ für Game of Thrones
- 2018: Bester Nebendarsteller in einer Dramaserie für Game of Thrones
- 2019: Bester Nebendarsteller in einer Dramaserie für Game of Thrones

Golden Globe Awards
- 2012: Bester Nebendarsteller – Serie, Miniserie oder Fernsehfilm für Game of Thrones
- 2022: Nominierung in der Kategorie „Bester Hauptdarsteller – Komödie/Musical“ für Cyrano

Critics’ Choice Television Awards
- 2012: Nominierung in der Kategorie „Bester Nebendarsteller in einer Dramaserie“ für Game of Thrones
- 2016: Nominierung in der Kategorie „Bester Nebendarsteller in einer Dramaserie“ für Game of Thrones
- 2018: Nominierung in der Kategorie „Bester Nebendarsteller in einer Dramaserie“ für Game of Thrones

Critics’ Choice Movie Awards
- 2018: Bestes Schauspielensemble für Three Billboards Outside Ebbing, Missouri
- 2022: Nominierung in der Kategorie „Bester Hauptdarsteller“ für Cyrano

Satellite Awards
- 2011: Bester Nebendarsteller in einer Serie, Miniserie oder Fernsehfilm für Game of Thrones
- 2012: Nominierung in der Kategorie „Bester Nebendarsteller in einer Serie, Miniserie oder Fernsehfilm“ für Game of Thrones
- 2014: Nominierung in der Kategorie „Bester Nebendarsteller in einer Serie, Miniserie oder Fernsehfilm“ für Game of Thrones
- 2015: Nominierung in der Kategorie „Bester Nebendarsteller in einer Serie, Miniserie oder Fernsehfilm“ für Game of Thrones